# Bokkenpootje

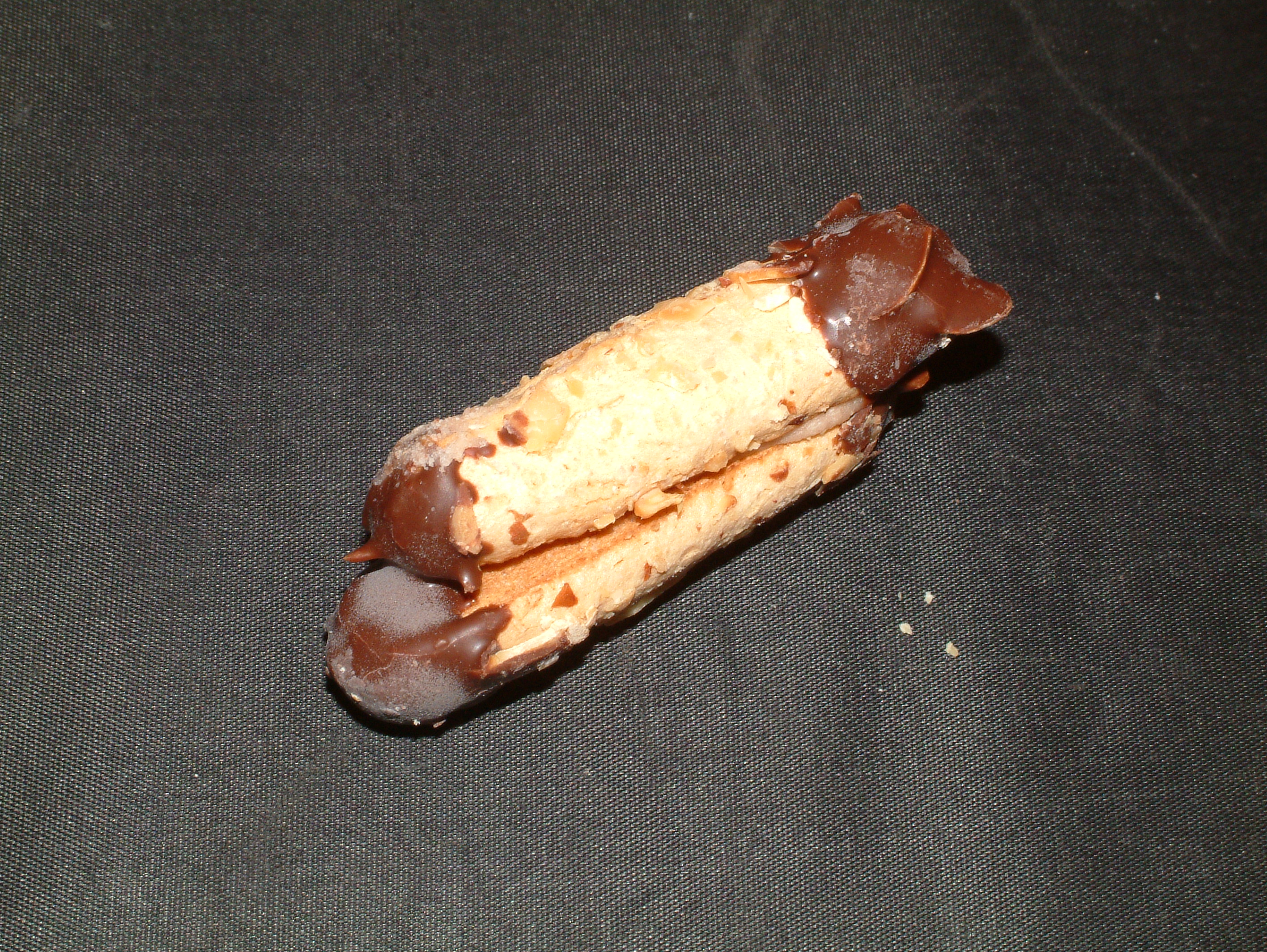
Een bokkenpootje

Een bokkenpootje is een koekje, waarvan de vorm en het uiterlijk de aanleiding tot de benaming gaf. Het woord wordt bijna alleen gebruikt als verkleinwoord.
Het is het product van de banketbakker en bestaat uit twee kleine meringues van amandelschuim die zijn verbonden door een vulling van botercrème. De uiteinden zijn in chocolade gedompeld. Vroeger werd voor de vulling vaak abrikozengelei gebruikt.